# Francesc Prat i Figueres
Francesc Prat i Figueres (la Bisbal d'Empordà, Baix Empordà, 24 de gener de 1950) és un poeta i professor de batxillerat a l'Institut Salvador Espriu (Barcelona). Estudià filologia catalana i hispànica a la Universitat de Barcelona. Combina prosa amb poesia a semblança dels diaris de viatge japonesos en què es combina el haibun –prosa descriptiva– i el haikú –poesia en tres versos.

## Llibres publicats
- Poesia:
  - 1982 Paradís de cendra. Barcelona: Edicions 62.
- Poesia i prosa: 
  - 1983 El soldat rosa. València: Eliseu Climent / 3i4.
  - 1986 Larari. Barcelona: Península.
  - 2008 Fingiments. Girona: CCG Edicions.
  - 2011 Escarabeu. Vic: Café Central / Eumo Editorial.

## Premis literaris
- 1983 Premis Octubre-Vicent Andrés Estellés de poesia: El soldat rosa.
- 1987 Premi Crítica Serra d'Or de poesia: Larari.